# Jordan Belfort
Jordan Ross Belfort (ur. 9 lipca 1962 w Nowym Jorku) – amerykański były makler giełdowy i mówca motywacyjny. Został oskarżony o oszustwa finansowe związane z manipulacjami na giełdzie papierów wartościowych oraz o prowadzenie tzw. penny stock boiler room (firmy o podejrzanej reputacji zajmującej się telefoniczną sprzedażą akcji notowanych na giełdzie), za co został skazany na 22 miesiące pozbawienia wolności. Swoje wspomnienia opisał w biografii pt. „Wilk z Wall Street”. Na jej podstawie powstał film pod tym samym tytułem, w którym główną rolę zagrał Leonardo DiCaprio.

## Dzieciństwo i młodość
Jordan Belfort urodził się w nowojorskiej dzielnicy Bronx. Jego rodzice, Leah i Max Belfort są księgowymi. Dorastał w żydowskim domu w Bayside, części Queens. Podczas przerwy wakacyjnej pomiędzy końcem szkoły średniej a rozpoczęciem nauki na uniwersytecie, Belfort wraz z bliskim kolegą Elliotem Loewensternem zarobili 20 000 dolarów, sprzedając lody włoskie plażowiczom. Jordan planował wykorzystać zarobione pieniądze na naukę stomatologii. Ukończył studia na Wydziale Biologii American University, następnie rozpoczął naukę w Baltimore College of Dental Surgery. Zrezygnował po jednym dniu, słysząc wypowiedź dziekana: „Złota era stomatologii się skończyła. Jeśli jesteście tutaj ponieważ chcecie zarobić dużo pieniędzy, to znajdujecie się w złym miejscu”.

## Kariera zawodowa
Belfort rozpoczął swoją karierę od stanowiska brokera w firmie L.F. Rothschild.

### Oszustwa i wyrok za pracę w Stratton Oakmont
W latach 90. założył firmę maklerską Stratton Oakmont, której działalność polegała na oszukiwaniu inwestorów poprzez sprzedaż fałszywych akcji. Podczas długoletniej fikcyjnej kariery oszusta sprzedającego papiery wartościowe, Belfort prowadził niezwykle intensywny i imprezowy styl życia. Uzależnił się od leku Quaaludes.
W firmie Stratton Oakmont zatrudnionych było ponad tysiąc maklerów giełdowych, którzy byli zaangażowani w emisję akcji o łącznej wartości ponad miliarda euro, włączając w to pozyskiwanie kapitału dla spółki obuwniczej Steve Madden Ltd. Rozgłos organizacji, która była obiektem zainteresowania organów ścigania w późnych latach 90., zainspirował twórców filmów „Boiler Room” (2000) oraz „Wilk z Wall Street” (2013).
Komisarz nadzoru giełdowego stanu Alabama, Joseph Borg, utworzył międzystanowy oddział specjalny, który doprowadził do postępowania sądowego przeciwko firmie Stratton Oakmont zaraz po tym, jak biurko Belforta zostało zasypane skargami dotyczącymi pośrednictwa maklerskiego. W 1998 Belfort został oskarżony o manipulacje kursów papierów wartościowych oraz o pranie brudnych pieniędzy. Dzięki współpracy z FBI, odbył 22-miesięczną karę pozbawienia wolności w więzieniu federalnym za „pump and dump scheme”, który to spowodował straty inwestorów w wysokości 200 milionów dolarów. Belfort został zobowiązany do zwrotu 110 600 000 dolarów oszukanym nabywcom akcji. W więzieniu poznał Tommy’ego Chonga, który zachęcił Belforta do spisania swojej historii, a następnie upublicznienia jej.

## Kara
Według prokuratorów federalnych, Belfort nie zdołał wywiązać się z obowiązku restytucji zawartego w umowie skazującej. Umowa zobowiązuje go do zapłaty kwoty równej 50% wysokości jego dochodów na poczet 1513 oszukanych klientów. Z 11 600 000 dolarów, które zostały zwrócone oszukanym osobom, 10 400 000 dolarów z tej kwoty było wynikiem sprzedaży zastawionych nieruchomości. Łącznie umowa opiewa na kwotę 110 000 000 dolarów. W październiku 2013 prokuratorzy federalni złożyli skargę, że Jordan Belfort w ciągu czterech lat zwrócił równowartość 243 000 dolarów, pomimo tego że z publikacji dwóch książek oraz sprzedaży praw do filmu otrzymał honorarium w wysokości 1 767 203 dolarów. Dodatkowo za prowadzenie wykładów motywacyjnych od 2007 otrzymał 24 000 dolarów. Obecnie rząd nie sprawuje kontroli nad Belfortem za zaleganie z płatnościami w celu utrzymania procesu negocjacji, jednakże wciąż nie ma jasności, kiedy pełna kwota zaległości zostanie spłacona.

## Twórczość
Belfort napisał dwa pamiętniki: „Wilk z Wall Street” oraz „Polowanie na Wilka z Wall Street”, które zostały przetłumaczone na 18 języków i wydane w około 40 krajach. Główne role w filmie obrazującym jego życie zagrali Leonardo DiCaprio, Jonah Hill i Margot Robbie, „Wilka” wyreżyserował Martin Scorsese. Zdjęcia rozpoczęły się w sierpniu 2012, natomiast premiera miała miejsce 25 grudnia 2013. „Time” napisał, że daleko posuwające się wyczyny Belforta przedstawione w filmie są zgodne z tym, co zawarł w swojej biografii oraz z tym, co zostało napisane o nim w artykułach Forbesa (niektóre szczegóły w Forbes zostały delikatnie podkolorowane).
Jordan Belfort obecnie jeździ po całym świecie i zajmuje się prowadzeniem wykładów motywacyjnych. Jest częstym komentatorem wydarzeń na kanałach: CNN, CNBC, Sky News czy BBC.
Jego działalność polega na szkoleniach korporacyjnych, doradztwie indywidualnym oraz przemowach, natomiast zarobki opiewają na kwotę rzędu 30 000 dolarów za wystąpienie. Jego seminaria noszą nazwę Jordan Belfort’s Straight Line Sales Psychology.

## Życie osobiste
Belfort był ostatnim właścicielem luksusowego jachtu „Nadine” (nazwany imieniem jego drugiej żony, byłej angielskiej modelki) zbudowanego dla Coco Chanel w 1961. W czerwcu 1996 jacht zatonął w pobliżu wschodnich wybrzeży Sardynii. Całą załogę i pasażerów statku uratowała włoska ekipa płetwonurków COMSUBIN. Belfort przyznał, że pomimo sprzeciwów kapitana, nalegał na żeglowanie podczas silnego wiatru, co przyczyniło się do zatonięcia statku, gdy fale roztrzaskały dziób.